# Polotovar
Polotovar obecně je rozpracovaný nedokončený výrobek, který prakticky téměř vždy vyžaduje další následné zpracování na finální produkt.
Pokud jde o polotovar připravený pro použití v domácnostech (domácí použití), bývá obvykle proveden tak, aby jeho konečná úprava byla co nejsnadnější nebo časově nejkratší, u složitějších polotovarů pak jeho výrobce může přiložit i tištěný návod k použití, který může být součástí obalu.
Polotovary se ale používají i průmyslu a další hospodářské činnosti, běžné jsou například v hutnictví – hutní polotovary,
strojírenství, truhlářství, zlatnictví nebo při přípravě brýlových čoček a mnoha dalších oborech lidské činnosti.
Zvláštní význam mají v potravinářství a gastronomii.

## Potravinářství a gastronomie
Zpravidla jde o již kuchyňsky předpřipravený nápoj, jídlo nebo potravinu, kterou je nutno doma (zpravidla tepelně) dále zpracovat a správně dotvořit. Například předvařenou rýži je třeba pouze velmi krátce povařit, karbanátek usmažit na pánvi, předsmažené bramborové hranolky ofritovat, bábovkové těsto v prášku smísit s rostlinným olejem a upéct v troubě, polévku v sáčku je nutno krátce povařit apod. Za polotovary lze v tomto smyslu považovat i některé potraviny v instantním provedení (tzv. convenience potraviny) – instantní polévku je obvykle nutno pouze zalít vroucí vodou.

### Rizika konzumace
Negativem konzumace polotovarů je u řady z nich zvýšený obsah tuku, ochucovadel a zvýrazňovačů chuti (cukru, soli, atd.). Dále u řady z nich dochází ke snížení nutriční hodnoty, zejména vitamínů a celkové čerstvosti produktu.

### Rozdělení
Masné
- Chlazené
- Mražené

Bezmasé
- Chlazené
- Mražené

Suché
- Polévky
- Omáčky
- Těsta
- Směsi na pečení